# 선덕 (연호)
선덕(宣德, 1426년 ~ 1435년)은 명나라 선종(宣宗) 선덕제(宣德帝)의 연호이다. 10년 동안 사용하였다.

## 개원
- 홍희(洪熙) 원년 6월 12일[1](율리우스력 1425년 6월 27일)에 연호를 선덕(宣德)으로 정하고, 다음 해 1월 1일[2](율리우스력 1426년 2월 8일)에 개원함.[3][4][5]

- 선덕(宣德) 10년 1월 10일[6](율리우스력 1435년 2월 7일)에 연호를 정통(正統)으로 정하고, 다음 해 1월 1일[7](율리우스력 1436년 1월 18일)에 개원함.[8][9][5]

## 연대 대조표
| 선덕 | 서기(西紀) | 간지(干支) |
| 원년 | 1426년     | 병오(丙午) |
| 2년  | 1427년     | 정미(丁未) |
| 3년  | 1428년     | 무신(戊申) |
| 4년  | 1429년     | 기유(己酉) |
| 5년  | 1430년     | 경술(庚戌) |
| 6년  | 1431년     | 신해(辛亥) |
| 7년  | 1432년     | 임자(壬子) |
| 8년  | 1433년     | 계축(癸丑) |
| 9년  | 1434년     | 갑인(甲寅) |
| 10년 | 1435년     | 을묘(乙卯) |

## 동시대 연호

### 베트남
중국 지배기
- 쩐까오(陳暠) 티엔카인(天慶) (1426년 ~ 1428년)

후 레 왕조(後黎朝)
- 투언티엔(順天) (1428년 ~ 1433년)
- 티에우빈(紹平) (1434년 ~ 1439년)

### 일본
- 오에이(應永) (1394년 ~ 1428년)
- 쇼쵸(正長) (1428년 ~ 1429년)
- 에이쿄(永享) (1429년 ~ 1441년)

## 같이 보기
- 중국의 연호 목록